# Clark (Familienname)
Clark ist ein englischer Familienname.
Er ist vom lateinischen Wort clericus (Klerus) abgeleitet und bezeichnete ursprünglich einen „Schreiber“, „Sekretär“ oder „Gelehrten innerhalb einer Ordensgemeinschaft“; er bezieht sich folglich auf eine Person, die zum Lesen und Schreiben ausgebildet wurde. Erste Nachweise des Namens finden sich im England des 12. Jahrhunderts. Der Name hat viele Varianten. Clark ist der siebenundzwanzigste häufigste Familienname im Vereinigten Königreich, einschließlich des vierzehnten Platzes in Schottland. Clark ist auch ein gelegentlicher Vorname, wie im Fall von Clark Gable. Im heutigen Englischen steht die Variante clerk für „Schreibkraft“, „Bürokaufmann“ oder ganz allgemein für „Angestellter“.

## Varianten
- Clarke, Clerke

## Namensträger

### A
- A. James Clark († 2015), US-amerikanischer Unternehmer und Philanthrop
- Aaron Clark (1787–1861), US-amerikanischer Politiker
- Abraham Clark (1725–1794), US-amerikanischer Politiker und Gründervater der USA
- Adam Clark (1811–1866), britischer Bauingenieur
- Al Clark (1902–1971), US-amerikanischer Filmeditor
- Alain Clark (* 1979), niederländischer Sänger
- Alan Clark (Historiker) (1928–1999), britischer Historiker und Politiker
- Alan Clark (Musiker) (* 1952), britischer Musiker
- Alan Charles Clark (1919–2002), britischer Geistlicher und erster römisch-katholischer Bischof von East Anglia
- Albert Curtis Clark (1859–1937), britischer Klassischer Philologe
- Albert P. Clark (1913–2010), Generalleutnant der US Air Force, Superintendent der Air Force Academy
- Alfred Clark (1873–1950), Filmtechnikpionier und Spezialeffektkünstler
- Alister Clark (1864–1949), australischer Rosenzüchter
- Alonzo M. Clark (1868–1952), US-amerikanischer Politiker
- Alvah A. Clark (1840–1912), US-amerikanischer Politiker
- Alvan Clark (Astronom) (1804–1887), US-amerikanischer Astronom und Teleskopbauer
- Alvan Graham Clark (1832–1897), US-amerikanischer Astronom
- Ambrose W. Clark (1810–1887), US-amerikanischer Politiker
- Amos Clark (1828–1912), US-amerikanischer Politiker
- Andrew Clark (Mediziner), britischer Chirurg und Zahnarzt
- Andrew Clark (Ökonom) (* 1963), Ökonom
- Andrew Clark (Snookerspieler), britischer Snookerspieler
- Andrew Clark (Badminton) (* um 1970), walisischer Badmintonspieler
- Andrew Clark (Fußballspieler) (* 1974), australischer Fußballspieler
- Andrew Clark (Eishockeyspieler, 1975) (* 1975), kanadischer Eishockeyspieler
- Andrew Clark (Eishockeyspieler, 1988) (* 1988), kanadischer Eishockeyspieler
- Andrew Inglis Clark (1848–1907), australischer Politiker
- Andy Clark (Musiker) (* 1944), britischer Musiker
- Andy Clark (Philosoph) (* 1957), britischer Philosoph
- Anne Clark (* 1960), britische Poetin und Sängerin
- Annie Clark (* 1982), US-amerikanische Multi-Instrumentalistin, Sängerin und Songwriterin, siehe St. Vincent (Sängerin)
- Anthony Clark (* 1977), britischer Badmintonspieler
- Archibald Clark Kerr, 1. Baron Inverchapel (1882–1951), britischer Diplomat
- Arthur Clark (1900–1979), britischer Langstreckenläufer
- Austin Hobart Clark (1880–1954), US-amerikanischer Zoologe

### B
- Badger Clark (1883–1957), US-amerikanischer Poet und Schriftsteller
- Barbara Clark (* 1958), kanadische Schwimmerin
- Barney Clark (* 1993), britischer Schauspieler
- Barzilla W. Clark (1880–1943), US-amerikanischer Politiker
- Bennett Champ Clark (1890–1954), US-amerikanischer Politiker
- Bernard Thomas Edward Clark CFMCap (1856–1915), englischer Geistlicher und Kapuziner
- Bill Clark (Schlagzeuger) (1925–1986), US-amerikanischer Jazzmusiker
- Bill Clark (Rugbyspieler) (1929–2010), neuseeländischer Rugbyspieler
- Bill Clark (Produzent) (* 1944), US-amerikanischer Fernsehautor und Produzent
- Bill Clark (Musiker) (* 1958), kanadischer Improvisationsmusiker und Komponist
- Blake Clark (* 1946), US-amerikanischer Schauspieler
- Bob Clark (eigentlich Benjamin Clark) (1939–2007), US-amerikanischer Regisseur
- Bob Clark (Leichtathlet) (1913–1976), US-amerikanischer Leichtathlet
- Bobby Clark (Fußballspieler, 1945) (* 1945), schottischer Fußballtorhüter
- Bobby Clark (Fußballspieler, 2005) (* 2005), englischer Fußballspieler
- Bobby Clark (Komiker) (1888–1960), US-amerikanischer Komiker
- Bobby Clark (Sänger) (????–2014), US-amerikanischer Sänger
- Bobby Clark (Schauspieler) (1944–2001), US-amerikanischer Schauspieler
- Bracy Clark (1771–1860), britischer Tiermediziner (Pferde)
- Brandy Clark (* 1977), US-amerikanische Songwriterin und Countrysängerin
- Brett Baxter Clark (* 1958), US-amerikanischer Schauspieler und Synchronsprecher
- Brett Clark (Eishockeyspieler) (Brett Barry Clark; * 1976), kanadischer Eishockeyspieler, -trainer und -funktionär
- Brett Clark (Soziologe), US-amerikanischer Soziologe
- Brian Clark (Autor) (1932–2021), britischer Dramatiker und Drehbuchautor
- Brian Clark (Fußballspieler, 1943) (1943–2010), englischer Fußballspieler
- Brian Clark (Dramatiker), US-amerikanischer Dramatiker
- Brian Clark (Musikwissenschaftler) (* 1961), englischer Musikwissenschaftler
- Brian Clark (Footballspieler, 1974) (* 1974), kanadischer Canadian-Football-Spieler
- Brian Clark (Footballspieler, 1983) (* 1983), US-amerikanischer American-Football-Spieler
- Brian Clark (Fußballspieler, 1988) (* 1988), schottischer Fußballspieler
- Brian D. Clark, US-amerikanischer Politiker
- Brian F. C. Clark (* 1936), britischer Molekularbiologe
- Bruce L. Clark (1880–1945), US-amerikanischer Paläontologe
- Bryan Clark (Baseballspieler) (* 1956), US-amerikanischer Baseballspieler
- Bryan Clark (Wrestler) (* 1964), US-amerikanischer Wrestler
- Bryan Clark (Schauspieler), Schauspieler
- Bryan T. Clark, Schauspieler
- Bud Clark (1910–1975), kanadischer Skisportler
- Buddy Clark (1929–1999), US-amerikanischer Jazzmusiker

### C
- C. L. Clark, amerikanische Science-Fiction- und Fantasy-Autorin, Lehrerin und Editorin
- Caden Clark (* 2003), US-amerikanischer Fußballspieler
- Caitlin Clark (* 2002), US-amerikanische Basketballspielerin
- Cal Clark (1929–2022), US-amerikanischer Hochspringer
- Candy Clark (* 1947), US-amerikanische Schauspielerin
- Carol Higgins Clark (1956–2023), US-amerikanische Schriftstellerin
- Caroline Clark (* 1990), US-amerikanische Wasserballspielerin
- Carroll Clark (1894–1968), US-amerikanische Szenenbildnerin
- Charles Clark (Politiker, 1811) (1811–1877), US-amerikanischer Politiker (Mississippi)
- Charles Clark (Politiker, 1832) (1832–1896), australischer Politiker
- Charles Clark (Musiker) (1945–1969), US-amerikanischer Jazz-Bassist und Cellist
- Charles Clark (Leichtathlet) (* 1987), US-amerikanischer Leichtathlet
- Charles B. Clark (1844–1891), US-amerikanischer Politiker
- Charles Edward Clark (1889–1963), US-amerikanischer Jurist und Politiker
- Charles Hutchison Clark (1920–2009), US-amerikanischer Autor und Management-Theoretiker
- Charles Nelson Clark (1827–1902), US-amerikanischer Politiker
- Champ Clark (1850–1921), US-amerikanischer Politiker (Demokratische Partei)
- Chase A. Clark (1883–1966), US-amerikanischer Politiker
- Chelsea Clark (* 1998), kanadische Schauspielerin
- Chris Clark (Sängerin) (Christine Elizabeth Clark; * 1946), US-amerikanische Soul-, Jazz- und Blues-Sängerin
- Chris Clark (Eishockeyspieler) (* 1976), US-amerikanischer Eishockeyspieler und -trainer
- Chris Clark (Musiker) (Christopher Stephen Clark; * 1979), britischer Electronica-Musiker und Filmkomponist
- Chris Clark (Filmproduzent), britischer Filmproduzent
- Chris Stuart-Clark, britischer Schauspieler
- Chris Stuart-Clark, britischer Theaterschauspieler
- Christoph Clark (* 1958), französischer Pornodarsteller und -regisseur
- Christopher Clark (Christopher Munro Clark; * 1960), australischer Historiker
- Christopher Clark (Geologe), Geologe
- Christopher H. Clark (Christopher Henderson Clark; 1767–1828), US-amerikanischer Politiker
- Christopher F. Clark (* 1953), britisch-amerikanischer Historiker
- Christy Clark (* 1965), kanadische Politikerin
- Ciaran Clark (* 1989), englisch-irischer Fußballspieler
- Clarence Clark (1859–1937), US-amerikanischer Tennisspieler
- Clarence Don Clark (1851–1930), US-amerikanischer Politiker
- Claudine Clark (* 1941), US-amerikanische Musikerin
- Cletus Clark (* 1962), US-amerikanischer Hürdenläufer
- Colin Clark (Ökonom) (1905–1989), britisch-australischer Ökonom und Statistiker
- Colin Clark (Filmemacher) (1932–2002), britischer Filmemacher
- Colin Clark (Fußballspieler) (1984–2019), US-amerikanischer Fußballspieler
- Curtis Clark (Kameramann) (* 1947), amerikanischer Kameramann
- Curtis Clark (Musiker) (* 1950), amerikanischer Jazzpianist
- Cynthia Clark (* 1986), kanadische Biathletin

### D
- Dallas Clark (* 1979), US-amerikanischer American-Football-Spieler
- Dane Clark (1912–1998), US-amerikanischer Schauspieler
- Daniel Clark (Politiker, 1766) (1766–1813), US-amerikanischer Politiker, Delegierter für das Orleans-Territorium
- Daniel Clark (Politiker, 1809) (1809–1891), US-amerikanischer Politiker (New Hampshire)
- Daniel Clark (Schauspieler) (* 1985), US-amerikanischer Schauspieler
- Daniel Clark (Basketballspieler) (* 1988), englischer Basketballspieler
- Daniel B. Clark (1890–1961), US-amerikanischer Kameramann
- Danny Clark (* 1951), australischer Radsportler
- Darren Clark (* 1965), australischer Leichtathlet
- Daryl Clark (* 1993), englischer Rugby-League-Spieler
- Dave Clark (Musikpromoter) (1909–1995), US-amerikanischer Musikpromoter
- Dave Clark (Musiker) (* 1942), britischer Musiker
- Dave Clark (Leichtathlet) (* 1964), britischer Sprinter
- David Clark, Baron Clark of Windermere (* 1939), britischer Politiker
- David Clark (Cricketspieler) (1919–2013), englischer Cricketspieler
- David Clark (Politiker, 1953), US-amerikanischer Politiker
- David Clark (Ruderer) (* 1959), US-amerikanischer Ruderer und Olympiateilnehmer
- David Clark (Rugbytrainer) (* 1940), australischer Rugbyspieler und -trainer
- David Clark (Politiker, 1973) (* 1973), neuseeländischer Politiker der New Zealand Labour Party
- David Aaron Clark (1960–2009), US-amerikanischer Gitarrist, Journalist, Autor, Pornoregisseur, -drehbuchautor und -darsteller
- David D. Clark (* 1944), US-amerikanischer Internetpionier
- David Worth Clark (1902–1955), US-amerikanischer Politiker
- Dee Clark (1938–1990), US-amerikanischer R&B-Sänger und Songwriter
- Derek Clark (1933–2023), britischer Politiker
- Derrick Clark (* 1971), US-amerikanischer American-Football-Spieler
- Dexter Clark (* 1964), US-amerikanischer Footballspieler
- Dick Clark (1929–2012), US-amerikanischer Fernsehmoderator
- Dodie Clark (* 1995), britische Popmusikerin, siehe Dodie
- Don Clark (Eishockeyfunktionär) (1915–1999), US-amerikanischer Eishockeyfunktionär
- Don Clark (Psychologe) (* 1930), US-amerikanischer Autor und Psychologe
- Don Clark (Musiker) (* 1975), US-amerikanischer Gitarrist und Bassist, Mitbegründer von Demon Hunter
- Doug Clark (* 1977), britischer Badmintonspieler
- Douglas Clark (1948–2023), US-amerikanischer Serienmörder
- Duncan Clark (1915–2003), britischer Hammerwerfer
- Dwight Clark (1957–2018), US-amerikanischer American-Football-Spieler und -Funktionär
- Dylan Clark, US-amerikanischer Film- und Fernsehproduzent

### E
- E. S. Clark (Elias Stover Clark; 1862–1955), US-amerikanischer Jurist und Politiker
- Earl Clark (Footballspieler) (1906–1978), US-amerikanischer American-Football-Spieler und -Trainer
- Earl Clark (Baseballspieler) (1907–1938), US-amerikanischer Baseballspieler
- Earl Clark (Basketballspieler) (* 1988), US-amerikanischer Basketballspieler
- Edward Clark (Unternehmer) (1811–1882), US-amerikanischer Rechtsanwalt, Unternehmer und Mäzen
- Edward Clark (Politiker) (1815–1880), US-amerikanischer Politiker
- Edward Clark (Architekt) (1822–1902), US-amerikanischer Architekt
- Edward Clark (Schauspieler) (1878–1954), russisch-amerikanischer Schauspieler, Songschreiber, Regisseur und Filmproduzent
- Edward W. Clark (1849–1907), britischer Pädagoge und Geistlicher
- Edward William Clark (* 1946), US-amerikanischer Geistlicher, Weihbischof in Los Angeles
- Edwin Clark (1927–2025), nigerianischer Nationalist, Ijaw-Nationalfuhrer und Politiker
- Eleanor Clark (1913–1996), US-amerikanische Schriftstellerin
- Elisha Clark (1752–1838), US-amerikanischer Politiker und Richter
- Ellen Clark (1915–1988), australische Zoologin
- Ellery Clark (1874–1949), US-amerikanischer Leichtathlet
- Embury P. Clark (1845–1928), US-amerikanischer Generalmajor der Massachusetts Volunteer Milita
- Emily Clark (* 1995), kanadische Eishockeyspielerin und -trainerin
- Emory Clark (* 1938), US-amerikanischer Ruderer
- Eric D. Clark (* 1966), US-amerikanischer Musiker, Musikproduzent und DJ
- Ernest Clark (Gouverneur) (1864–1951), britischer Beamter und Gouverneur von Tasmanien
- Ernest Clark (Leichtathlet) (1898–1993), britischer Geher
- Ernest Clark (Schauspieler) (1912–1994), britischer Schauspieler
- Eugene Clark (Erfinder) (1873–1942), US-amerikanischer Unternehmer, Erfinder des Gabelstaplers
- Eugene Clark (Schauspieler) (* 1951), US-amerikanischer Film- und Theaterschauspieler
- Eugenie Clark (1922–2015), US-amerikanische Ichthyologin
- Ezra Clark (1813–1896), US-amerikanischer Politiker

### F
- Francis Edward Clark (1851–1927), US-amerikanischer Pastor, Gründer von Christian Endeavour
- Frank Clark (Schauspieler) (1857–1945), US-amerikanischer Schauspieler
- Frank Clark (Politiker) (1860–1936), US-amerikanischer Politiker
- Frank Clark (Fußballspieler) (* 1943), englischer Fußballspieler und -trainer
- Frank Clark (Leichtathlet) (* 1943), australischer Geher
- Frank Clark (Footballspieler) (* 1993), US-amerikanischer Footballspieler
- Frank Chamberlain Clark (1872–1957), US-amerikanischer Architekt
- Frank Hamilton Clark (1844–1882), US-amerikanischer Bankier, Offizier und Eisenbahnmanager
- Frank Howard Clark (1888–1962), US-amerikanischer Drehbuchautor
- Frank Lowry Clark (1869–1943), US-amerikanischer Klassischer Philologe
- Frank M. Clark (1915–2003), US-amerikanischer Politiker
- Franklin Clark (1801–1874), US-amerikanischer Politiker
- Fred Clark (1914–1968), US-amerikanischer Schauspieler

### G
- Gabriel Clark (* 1987), kanadischer Pornodarsteller
- Galen Clark (1814–1910), kanadisch-amerikanischer Naturschützer und Autor
- Garnet Clark (1917–1938), US-amerikanischer Jazz-Pianist
- Gary Clark junior (* 1984), US-amerikanischer Musiker und Schauspieler
- Gene Clark (1944–1991), US-amerikanischer Countryrock-Musiker
- Geoffrey Clark († 2014), britischer Bildhauer
- George Clark (Rennfahrer) (1890–1978), US-amerikanischer Autorennfahrer
- George Bassett Clark (1827–1891), US-amerikanischer Astronom und Teleskophersteller
- George H. Clark (1881–1956), US-amerikanischer Sammler
- George Norman Clark (1890–1979), britischer Historiker
- George Rogers Clark (1752–1818), US-amerikanischer Pionier und Indianerkenner
- Georgia Neese Clark (1898–1995), US-amerikanische Schauspielerin, Geschäftsfrau und Regierungsbeamtin
- Gillian Clark (Historikerin) (* 1946), britische Althistorikerin
- Gillian Clark (Badminton) (* 1961), englische Badmintonspielerin
- Glen Clark (* 1957), kanadischer Politiker
- Gloryette Clark (1934–2014), US-amerikanische Filmeditorin und Drehbuchautorin
- Gordon Haddon Clark (1902–1985), US-amerikanischer Philosoph und Theologe
- Gordon Matta-Clark (1943–1978), US-amerikanischer Architekt und Konzeptkünstler
- Graeme Clark (* 1935), australischer Mediziner
- Graham Clark (1941–2023), englischer Opertenor
- Grahame Clark (1907–1995), britischer Prähistoriker
- Greg Clark (Footballspieler, 1965) (* 1965), US-amerikanischer Footballspieler
- Greg Clark (Politiker, 1967) (* 1967), britischer Politiker
- Greg Clark (Politiker, 1971) (* 1971), kanadischer Politiker
- Greg Clark (Footballspieler, 1972) (* 1972), US-amerikanischer Footballspieler
- Gregory Clark (Schriftsteller) (* 1936), britisch-australischer Journalist, Schriftsteller und Diplomat
- Gregory Clark (Ökonom) (* 1957), britischer Ökonom
- Gus Clark (1913–1979), belgischer Jazzpianist, Arrangeur und Bandleader
- Guy Clark (1941–2016), US-amerikanischer Country-Musiker

### H
- Hamish Clark (* 1965), schottischer Schauspieler
- Hazel Clark (* 1977), US-amerikanische Leichtathletin
- Helen Clark (* 1950), neuseeländische Politikerin
- Helen Bright Clark (1840–1927), englisch-britische Frauenrechts- und -wahlrechtsaktivistin
- Henry Alden Clark (1850–1944), US-amerikanischer Politiker
- Henry James Clark (1826–1873), US-amerikanischer Biologe
- Henry Maitland Clark (* 1929), nordirischer Politiker
- Henry Selby Clark (1809–1869), US-amerikanischer Politiker
- Henry Toole Clark (1808–1874), US-amerikanischer Politiker
- Hilda Clark (1881–1955), britische Medizinerin und Pazifistin
- Homer Pierce Clark (1868–1970), US-amerikanischer Verleger
- Horace F. Clark (1815–1873), US-amerikanischer Politiker
- Howard Clark (Bischof) (1903–1983), kanadischer Geistlicher, Primas der Anglican Church of Canada
- Howard Clark (Golfspieler) (* 1954), englischer Golfspieler
- Howard Charles Clark (* 1929), kanadischer Chemiker
- Howard Walton Clark (1870–1941), US-amerikanischer Fischkundler
- Hubert Lyman Clark (1870–1947), US-amerikanischer Zoologe
- Huguette M. Clark (1906–2011), US-amerikanische Exzentrikerin
- Hulda Regehr Clark (1928–2009), kanadische Physiologin und Alternativmedizinerin

### I
- Ian Clark (Beachvolleyballspieler) (* 1970), US-amerikanischer Volleyball- und Beachvolleyballspieler
- Ian Clark (Basketballspieler) (* 1991), US-amerikanischer Basketballspieler

### J
- J. Bayard Clark (1882–1959), US-amerikanischer Politiker
- J. Reuben Clark (1871–1961), US-amerikanischer Rechtsanwalt, Diplomat und Funktionär der Kirche Jesu Christi der Heiligen der Letzten Tage
- Jack Clark (Radsportler) (1887–??), australischer Radrennfahrer
- Jack Clark (Moderator) (1925–1988), US-amerikanischer Fernsehmoderator
- Jack Clark (Baseballspieler) (* 1955), US-amerikanischer Baseballspieler
- Jack Clark (Cricketspieler) (* 1994), englischer Cricketspieler
- Jack Clark (Rugbytrainer), US-amerikanischer Rugbyspieler und -trainer
- Jack J. Clark (1876–1947), US-amerikanischer Regisseur und Schauspieler
- Jack Stewart-Clark (* 1929), britischer Politiker
- Jadrian Clark (* 1994), US-amerikanischer American-Football-Spieler
- James Clark (Politiker, 1779) (1779–1839), US-amerikanischer Politiker (Kentucky)
- James Clark, 1. Baron (1788–1870), britischer Mediziner
- James Clark (Leichtathlet), US-amerikanischer Marathonläufer
- James Clark (Fußballspieler) (1903–??), schottischer Fußballspieler
- James Clark (1936–1968), schottischer Automobilrennfahrer, siehe Jim Clark
- James Clark (Sportschütze) (* 1936), US-amerikanischer Sportschütze
- James Clark (Politiker, 1952) (* 1952), US-amerikanischer Politiker (Pennsylvania)
- James Clark (Politiker, 1963) (* 1963), US-amerikanischer Politiker (Minnesota)
- James Clark (Diplomat) (* 1963), britischer Diplomat
- James Clark (Informatiker) (* 1964), britischer Informatiker
- James Clark (Wasserballspieler) (* 1991), australischer Wasserballspieler
- James Chichester-Clark (1923–2002), nordirischer Politiker
- James B. Clark (1908–2000), US-amerikanischer Filmregisseur
- James H. Clark (* 1944), US-amerikanischer Computerunternehmer
- James L. Clark (1883–1969), US-amerikanischer Naturwissenschaftler und Naturhistoriker
- James Matthew Clark (* 1956), US-amerikanischer Paläontologe
- James West Clark (1779–1843), US-amerikanischer Politiker
- Jamie Clark (* 1996), schottischer Dartspieler
- Janet Clark (* 1967), deutsche Schriftstellerin
- Jared Clark (* 1998), vanuatuischer Fußballspieler
- Jason Clark (Filmproduzent), US-amerikanischer Filmproduzent
- Jason Clark (Dartspieler) (* 1969), britischer Dartspieler
- Jason Clark (Eishockeyspieler, 1972) (* 1972), kanadischer Eishockeyspieler
- Jason Clark (Rugbyspieler) (* 1988), australischer Rugbyspieler
- Jason Clark (Eishockeyspieler, 1992) (* 1992), US-amerikanischer Eishockeyspieler
- Jay Clark (1880–1948), US-amerikanischer Sportschütze
- Jean-François Jenny-Clark (1944–1998), französischer Kontrabassist
- Jearl Miles Clark (* 1966), US-amerikanische Leichtathletin
- Jeff Clark (* 1957), US-amerikanischer Surfer
- Jeffrey Clark (* 1967), US-amerikanischer Jurist
- Jenista Clark (* 1988), US-amerikanische Fußballspielerin
- Jenna Clark (* 2001), schottische Fußballspielerin
- Jennifer Clark-Rouire (* 1975), kanadische Curlerin
- Jessica Clark (Schauspielerin), britische Schauspielerin
- Jessica Clark (Schauspielerin, 1985) (* 1985), britische Schauspielerin
- Jim Clark (Fußballspieler) (James Donald Clark; 1923–1994), schottischer Fußballspieler
- Jim Clark (Footballspieler, 1925) (James Clark; 1925–2013), australischer Australian-Football-Spieler
- Jim Clark (Footballspieler, 1929) (James Kalaeone Clark; 1925–2013), US-amerikanischer American-Football-Spieler und Politiker
- Jim Clark (Filmeditor) (1931–2016), britischer Filmeditor und Filmregisseur
- Jim Clark (James Clark junior; 1936–1968), britischer Automobilrennfahrer
- Jim Clark (Ruderer) (Richard James Scott Clark; * 1950), britischer Ruderer
- Jimmy Clark (Fußballspieler, 1895) (James Robinson Clark; 1895–1947), englischer Fußballspieler
- Jimmy Clark (Fußballspieler, 1911) (James Ferguson Clark; 1911–??), schottischer Fußballspieler
- Jimmy Clark (Fußballspieler, 1913) (James McNicholl Cameron Clark; * 1913), schottischer Fußballspieler
- Jimmy Clark (Boxer, 1914) (James G. Clark; 1914–1994), US-amerikanischer Boxer
- Jimmy Clark (Golfspieler) (James C. Clark, Jr.; * 1922), US-amerikanischer Golfspieler
- Jimmy Clark (Boxer, 1955) (* 1955), US-amerikanischer Boxer
- Joan M. Clark (* 1922), US-amerikanische Diplomatin, Botschafterin in Malte und Assistant Secretary of State
- Joe Clark (* 1939), kanadischer Politiker
- Joel Bennett Clark (1890–1954), US-amerikanischer Politiker, siehe Bennett Champ Clark
- Joetta Clark Diggs (* 1962), US-amerikanische Leichtathletin
- John Clark (Mediziner) (1744–1805), britischer Schiffsarzt
- John Clark (Politiker, 1761) (1761–1821), US-amerikanischer Politiker (Delaware)
- John Clark (Politiker, 1766) (1766–1832), US-amerikanischer Politiker (Georgia)
- John Clark (Maler) (1830–1905), russisch-lettischer Maler
- John Clark (Entomologe) (1885–1956), schottisch-australischer Insektenkundler
- John Clark (Politiker, 1907) (1907–1984), australischer Politiker (South Australia)
- John Clark (Schauspieler) (1933–2011), britischer Schauspieler
- John Clark, Pseudonym von Hugo Blanco Galiasso (* 1937), argentinischer Schauspieler
- John Clark (Fußballspieler, 1941) (1941–2025), schottischer Fußballspieler
- John Clark (Musiker) (* 1944), US-amerikanischer Hornist
- John Clark (Ruderer, 1944) (* 1944), neuseeländischer Ruderer
- John Clark (Ruderer, 1948) (* 1948), australischer Ruderer
- John Clark (Fußballspieler, 1964) (* 1964), schottischer Fußballspieler
- John Brown Clark (1861–1947), schottischer Mathematiker
- John Bates Clark (1847–1938), US-amerikanischer Ökonom
- John Bullock Clark (1802–1885), US-amerikanischer Politiker und Politiker der Konföderation
- John Bullock Clark junior (1831–1903), US-amerikanischer Politiker und konföderierter Brigadegeneral
- John C. Clark (1793–1852), US-amerikanischer Politiker
- John D. Clark (1907–1988), US-amerikanischer Chemiker und Schriftsteller
- John Davidson Clark (1884–1961), US-amerikanischer Ökonom und Politiker
- John Desmond Clark (1916–2002), britische Archäologe und Afrikaforscher
- John F. Clark, US-amerikanischer Justizbeamter
- John Maurice Clark (1884–1963), US-amerikanischer Ökonom
- John Pepper Clark (1935–2020), nigerianischer Schriftsteller
- John R. Clark (1927–2010), US-amerikanischer Biologe
- John W. Clark (* 1935), US-amerikanischer Physiker
- Jordan Clark (Leichtathletin), US-amerikanische Leichtathletin
- Jordan Clark (Cricketspieler) (* 1990), britischer Cricketspieler
- Jordan Clark (Schauspielerin) (* 1991), kanadische Schauspielerin und Tänzerin
- Jordan Clark (Fußballspieler) (* 1993), britischer Fußballspieler
- Jordan Clark (Tänzer) (* 1996), kanadischer Tänzer
- Jordan Clark (Footballspieler) (* 2000), australischer Australian-Football-Spieler
- Joseph Clark (Tennisspieler) (Joseph Sill Clark, Sr.; 1861–1956), US-amerikanischer Tennisspieler
- Joseph Clark, bekannt als Red Clark (1894–1960), US-amerikanischer Jazzmusiker
- Joseph J. Clark (1893–1971), US-amerikanischer Admiral
- Joseph S. Clark (Joseph Sill Clark, Jr.; 1901–1990), US-amerikanischer Politiker
- Joseph Warner Clark (1856–1885), englischer Physiker
- Josh Clark (* 1955), US-amerikanischer Schauspieler
- Josiah Latimer Clark (1822–1898), englischer Ingenieur
- Julie Clark (* 1948), US-amerikanische Pilotin
- June Clark (1900–1963), US-amerikanischer Jazzmusiker und Bandleader

### K
- Kalli Clark-Sternberg, britische Schauspielerin und Sängerin
- Karen Clark (Politikerin) (* 1945), US-amerikanische Politikerin
- Karen Clark (Synchronschwimmerin) (* 1972), kanadische Synchronschwimmerin
- Karen Clark (Ruderin) (* 1978), kanadische Ruderin
- Karen Clark Sheard (* 1960), US-amerikanische Gospelsängerin
- Katherine Clark (* 1963), US-amerikanische Politikerin
- Katy Clark (* 1967), britische Politikerin
- Kelly Clark (* 1983), US-amerikanische Snowboarderin
- Ken Clark (1927–2009), US-amerikanischer Schauspieler
- Kenneth Clark (Kunsthistoriker) (1903–1983), britischer Kunsthistoriker
- Kenneth Clark (Psychologe) (1914–2005), US-amerikanischer Psychologe
- Kenny Clark (Schiedsrichter) (Kenneth William Clark; * 1961), schottischer Fußballschiedsrichter
- Kenny Clark (Footballspieler, 1978) (Kenneth L. Clark; * 1978), US-amerikanischer American-Football-Spieler (Minnesota Vikings)
- Kenny Clark (Footballspieler, 1995) (Kenneth Duane Clark Jr.; * 1995), US-amerikanischer American-Football-Spieler (Green Bay Packers)
- Kevin Clark (* 1987), kanadischer Eishockeyspieler
- Kevin Alexander Clark (1988–2021), US-amerikanischer Schauspieler
- Kim B. Clark (* 1949), US-amerikanischer Universitätspräsident
- Kirsten Lee Clark (* 1977), US-amerikanische Skirennläuferin

### L
- Land Clark (* 1962), US-amerikanischer NFL-Schiedsrichter
- LaRena Clark (1904–1991), kanadische Folksängerin
- Larry Clark (* 1943), US-amerikanischer Filmregisseur und Fotograf
- Laurel Clark (1961–2003), US-amerikanische Astronautin
- Lee Clark (* 1972), englischer Fußballspieler und -trainer
- Leland Clark (1918–2005), US-amerikanischer Biochemiker
- Les Clark (1907–1979), US-amerikanischer Animator
- Lincoln Clark (1800–1886), US-amerikanischer Politiker
- Linwood Clark (1876–1965), US-amerikanischer Politiker
- Lot Clark (1788–1862), US-amerikanischer Politiker
- Louis Clark (1947–2021), britischer Keyboarder und Arrangeur
- Lygia Clark (1920–1988), brasilianische Malerin, Bildhauerin und Performancekünstlerin
- Lynda Clark, Baroness Clark of Calton (* 1949), britische Richterin und Politikerin

### M
- Mamo Clark (1914–1986), US-amerikanische Schauspielerin
- Manning Clark (1915–1991), australischer Historiker
- Marcia Clark (* 1953), US-amerikanische Staatsanwältin, Fernsehkorrespondentin und Autorin
- Marguerite Clark (1883–1940), US-amerikanische Schauspielerin
- Marjorie Clark (1909–1993), südafrikanische Leichtathletin
- Mark Clark (Bürgerrechtler) (1947–1969), US-amerikanischer Bürgerrechtler
- Mark Clark (Segler) (* 1951), Segelsportler von den Cayman Islands
- Mark A. Clark (* 1967), US-amerikanischer Politiker (Arizona)
- Mark W. Clark (1896–1984), US-amerikanischer General
- Mark William Clark (* 1968), US-amerikanischer Baseballspieler
- Martin Clark (Historiker) (1938–2017), britischer Historiker
- Martin Clark (Autor) (* 1959), US-amerikanischer Richter und Autor
- Martin Clark (Snookerspieler) (* 1968), englischer Snookerspieler
- Mary Ellen Clark (* 1962), US-amerikanische Wasserspringerin
- Mary Higgins Clark (1927–2020), US-amerikanische Schriftstellerin
- Mary Jane Clark (* 1954), US-amerikanische Schriftstellerin
- Mat Clark (* 1990), kanadischer Eishockeyspieler
- Matt Clark (Schauspieler) (* 1936), US-amerikanischer Schauspieler
- Matt Clark (Dartspieler) (Matthew Clark; * 1968), englischer Dartspieler
- Matt Clark (Fußballspieler) (Matthew Alec Clark; * 1992), englischer Fußballspieler
- Matthew Clark (Comiczeichner), US-amerikanischer Comiczeichner
- Matthew Clark (Kameramann), US-amerikanischer Kameramann
- Matthew Harvey Clark (1937–2023), US-amerikanischer Geistlicher, Bischof von Rochester
- Maureen Harding Clark (* 1946), irische Juristin
- May Clark (1889–1984), britische Schauspielerin
- Megan Clark (* 1958), australische Geologin und Unternehmerin
- Michael Clark (Politiker, 1861) (1861–1926), kanadischer Politiker
- Michael Clark (Politiker, 1935) (* 1935), britischer Politiker
- Michael Clark (Astronom) (* 1942), britisch-neuseeländischer Astronom
- Michael Clark (Lexikograf) (* 1961), britischer Lexikograf
- Michael Clark (Tänzer) (* 1962), schottischer Tänzer und Choreograf
- Mike Clark (Footballspieler) (Michael Vincent Clark; 1940–2002), US-amerikanischer American-Football-Spieler
- Mike Clark (Schlagzeuger) (Michael Jeffrey Clark; * 1946), US-amerikanischer Schlagzeuger
- Mike Clark (Gitarrist) (* 1964), US-amerikanischer Gitarrist
- Mike Clark (Fußballspieler) (Michael Clark; * 1972), US-amerikanischer Fußballspieler
- Monte Clark (1937–2009), US-amerikanischer American-Football-Spieler und -Trainer
- Morag Clark (1929–2019), britische Gehörlosenpädagogin
- Morfydd Clark, walisische Schauspielerin
- Myron H. Clark (1806–1892), US-amerikanischer Politiker

### N
- Nancy Talbot Clark (1825–1901), US-amerikanische Ärztin
- Nicky Clark (* 1991), schottischer Fußballspieler
- Nigel Clark (Moderner Fünfkämpfer) (* 1956), britischer Moderner Fünfkämpfer
- Nigel Clark (Musiker) (* 1966), britischer Musiker
- Noel A. Clark (* 1940), US-amerikanischer Physiker

### O
- Ocky Clark (* 1960), US-amerikanischer Mittelstreckenläufer
- Oliver Clark (* 1939), US-amerikanischer Schauspieler
- Oscar Clark (* 1989), US-amerikanischer Radrennfahrer

### P
- P. Djèlí Clark (* 1971), amerikanischer Schriftsteller und Historiker
- Paraskeva Clark (1898–1986), kanadische Malerin
- Paul Clark (Pokerspieler) (Robert Paul Clark; 1947–2015), US-amerikanischer Pokerspieler
- Paul Clark (Historiker) (Paul F. Clark; * 1954), US-amerikanischer Historiker
- Paul Clark (Politiker) (Paul Gordon Clark; * 1957), britischer Politiker
- Paul Clark (Fußballspieler) (* 1958), englischer Fußballspieler und -trainer
- Paul Clark (Musiker) (* 1962), britischer Musiker
- Paul Franklin Clark (1882–1983), US-amerikanischer Bakteriologe und Hochschullehrer
- Peter Clark (Rennfahrer, 1915) (1915–2000), britischer Automobilrennfahrer
- Peter Clark (Leichtathlet) (* 1933), britischer Langstreckenläufer
- Peter Clark (Historiker) (* 1944), britischer Historiker
- Peter Clark (Rennfahrer, 1948) (1948–1996), britischer Automobilrennfahrer
- Peter Clark (Fußballspieler) (* 1979), englischer Fußballspieler
- Peter Clark (Golfspieler), neuseeländischer Golfspieler
- Petula Clark (* 1932), britische Schauspielerin und Sängerin
- Pol Clark (1912–nach 1977), belgischer Jazzmusiker

### R
- Ralph Clark (1762–1794), britischer Marineoffizier und Verfasser von Tagebüchern
- Ramsey Clark (1927–2021), US-amerikanischer Anwalt und Politiker
- Ranza Clark (* 1961), kanadische Mittelstreckenläuferin
- Red Clark (Joseph Clark; 1894–1960), US-amerikanischer Jazzmusiker
- Rhys Clark (* 1994), schottischer Snookerspieler
- Ricardo Clark (* 1983), US-amerikanischer Fußballspieler
- Richard Clark (Musiker) (1780–1856), englischer Musiker und Autor
- Richard C. Clark (1928–2023), US-amerikanischer Politiker
- Richard M. Clark (* 1964), Pensionierter Generalleutnant der US Air Force
- Richard Wagstaff Clark (1929–2012), US-amerikanischer Fernsehmoderator, siehe Dick Clark
- Robert Clark (Politiker, 1777) (1777–1837), US-amerikanischer Arzt und Politiker
- Robert Clark (Zoologe) (1882–1950), britischer Zoologe und Forschungsreisender
- Robert Clark (Leichtathlet), britischer Geher
- Robert Clark (Schriftsteller) (* 1952), US-amerikanischer Schriftsteller
- Robert Clark (Politiker, 1957) (* 1957), australischer Politiker
- Robert Clark (Schauspieler) (* 1987), US-amerikanischer Schauspieler
- Robert C. Clark (* 1944), US-amerikanischer Rechtswissenschaftler
- Robert Sterling Clark (1877–1956), US-amerikanischer Unternehmer, Kunstsammler und Mäzen
- Robert T. Clark (* 1948), US-amerikanischer Generalleutnant
- Robin Clark (Chemiker) (1935–2018), britisch-neuseeländischer Chemiker
- Robin Clark (DJ) (* 1982), deutscher DJ und Musikproduzent
- Robin Clark (Sängerin) (* um 1950), US-amerikanische Sängerin
- Robin Chichester-Clark (1928–2016), britischer Politiker
- Roger Clark (Rallyefahrer) (1939–1998), britischer Rallyefahrer
- Roger Clark (Leichtathlet) (* 1944), britischer Langstreckenläufer
- Roger Clark (Beachvolleyballspieler) (* 1961), US-amerikanischer Beachvolleyballspieler
- Roger Clark (Schauspieler) (* 1978), irisch-US-amerikanischer Schauspieler und Synchronsprecher

- Ron Clark (Leichtathlet, 1930) (* 1930), britischer Langstreckenläufer
- Ron Clark (Schauspieler) (* 1933), kanadischer Schauspieler und Regisseur
- Ron Clark (Dramatiker), US-amerikanischer Dramatiker und Drehbuchautor
- Ron Clark (Leichtathlet, 1969) (* 1969), US-amerikanischer Sprinter
- Ron Clark (Lehrer) (* 1971), US-amerikanischer Lehrer
- Ronald Clark (Sprachwissenschaftler) (* 1914), britischer Sprachwissenschaftler
- Ronald Clark (Basketballspieler) (1933–2005), US-amerikanischer Basketballspieler
- Ronald Clark (Landschaftsarchitekt) (* 1956), deutscher Landschaftsarchitekt
- Ronald P. Clark (* 1966), US-amerikanischer Generalleutnant
- Ronald W. Clark (1916–1987), britischer Journalist und Autor
- Roy Clark (1933–2018), US-amerikanischer Country-Musiker
- Roy Clark (Erpresser) alias Alexander Bordan (* 1927), verurteilter Eisenbahn-Erpresser.
- Roy Peter Clark (* 1948), US-amerikanischer Autor, Schreiblehrer, Vizepräsident der Journalistenschule Poynter Institute in St. Petersburg, Florida.
- Rush Clark (1834–1879), US-amerikanischer Politiker
- Russell Gentry Clark (1925–2003), US-amerikanischer Jurist
- Ryan Clark (* 1992), englischer Snookerspieler

### S
- Sally Clark (* 1958), neuseeländische Vielseitigkeitsreiterin
- Samuel Clark (Politiker) (1800–1870), US-amerikanischer Politiker (New York, Michigan)
- Samuel Findlay Clark (1909–1998), kanadischer Generalleutnant
- Samuel M. Clark (1842–1900), US-amerikanischer Politiker (Iowa)
- Sanford Clark (1935–2021), US-amerikanischer Rockabilly-Sänger
- Sarah Clark (* 1978), britische Judoka
- Saskia Clark (* 1979), britische Seglerin
- Scott Clark (* ≈1990), US-amerikanischer Jazzmusiker
- Septima Poinsette Clark (1898–1987), US-amerikanische Bürgerrechtlerin
- Sharon Clark (* 1943), US-amerikanische Schauspielerin und Playmate
- Sherman Clark (1899–1980), US-amerikanischer Ruderer und Konteradmiral
- Simon Clark (Schriftsteller) (* 1958), britischer Schriftsteller
- Simon Clark (Fußballspieler) (* 1967), englischer Fußballspieler
- Sonny Clark (1931–1963), US-amerikanischer Jazzpianist
- Sophie Kennedy Clark (* 1990), schottische Schauspielerin
- Spencer Clark (Musiker) (1908–1998), US-amerikanischer Jazzmusiker
- Spencer Clark (Rennfahrer) (1987–2006), US-amerikanischer Rennfahrer
- Spencer M. Clark (1811–1890), US-amerikanischer Politiker
- Spencer Treat Clark (* 1987), US-amerikanischer Schauspieler
- Stephen Clark (Politiker) (1792–nach 1857), US-amerikanischer Geschäftsmann und Politiker
- Stephen Clark (Steve Clark; * 1943), US-amerikanischer Schwimmer
- Stephon Clark († 2018), US-amerikanisches Todesopfer, siehe Todesfall Stephon Clark
- Steve Clark (Musiker) (1960–1991), englischer Rockmusiker
- Steve Clark (Footballspieler) (* 1960), US-amerikanischer American-Football-Spieler
- Steve Clark (Fußballspieler) (* 1986), US-amerikanischer Fußballspieler
- Steven Dearman Clark (1957–2012), britischer Musiker, Musikproduzent, Arrangeur und Songwriter
- Susan Clark (* 1943), kanadische Schauspielerin und Filmproduzentin
- Susanna Clark (1939–2012), US-amerikanische Songschreiberin

### T
- T. J. Clark (* 1943), britischer Kunsthistoriker, siehe Timothy J. Clark
- T. J. Clark (Rennfahrer) (* 1962), US-amerikanischer Rennfahrer
- Tamara Clark (* 1999), US-amerikanische Sprinterin
- Terri Clark (* 1968), kanadische Country-Sängerin
- Tess Clark (* 1996), US-amerikanische Volleyballspielerin
- Thomas Clark (Chemiker) (1801–1867), britischer Chemiker
- Thomas Clark (Autor) (* 1970), österreichischer Journalist und Buchautor
- Thomas Alonzo Clark (1920–2005), US-amerikanischer Jurist
- Thomas D. Clark (1903–2005), US-amerikanischer Historiker
- Thomas H. Clark (1893–1996), kanadischer Geologe
- Thomas M. Clark (1812–1903), US-amerikanischer Bischof der Episkopalkirche
- Tiffany Clark (* 1961), US-amerikanische Pornodarstellerin
- Tim Clark (Manager) (Timothy Charles Clark; * 1949), britischer Luftfahrtmanager
- Tim Clark (Golfspieler) (Timothy Henry Clark; * 1975), südafrikanischer Golfspieler
- Timothy J. Clark (* 1943), britischer Kunsthistoriker
- Tom Clark (Cricketspieler) (1924–1981), britischer Cricketspieler
- Tom Clark (Dichter) (* 1941), US-amerikanischer Dichter und Schriftsteller
- Tom Clark (DJ) (Thomas Haertel, * 1971), deutscher DJ, Musiker und Labelbetreiber
- Tom C. Clark (1899–1977), US-amerikanischer Jurist und Politiker
- Tony Clark (* 1954), australisch-britischer Maler

### V
- Vernon E. Clark (* 1944), US-amerikanischer Chief of Naval Operations
- VèVè Amasasa Clark (1944–2007), US-amerikanische Afrikanistin
- Vic Clark, britischer Radrennfahrer
- Victoria Clark (* 1959), US-amerikanische Schauspielerin

### W
- W. C. Clark (1939–2024), US-amerikanischer Gitarrist, Sänger und Songwriter
- Walter Clark (Produzent) (1936–1997), brasilianischer Filmproduzent und Drehbuchautor
- Walter Eli Clark (1869–1950), US-amerikanischer Politiker
- Walter Van Tilburg Clark (1909–1971), US-amerikanischer Schriftsteller
- Wendel Clark (* 1966), kanadischer Eishockeyspieler
- Wesley Clark (* 1944), US-amerikanischer General
- Wesley A. Clark (1927–2016), US-amerikanischer Computerarchitekt
- Will Clark (* 1968), US-amerikanischer Pornodarsteller und AIDS-Aktivist

- William Clark (1770–1838), US-amerikanischer Entdecker und General
- William Clark (Politiker, 1774) (1774–1851), US-amerikanischer Politiker (Pennsylvania)
- William Clark (Politiker, 1811) (1811–1885), US-amerikanischer Politiker (New York)
- William Clark (Bogenschütze) (1842–1913), US-amerikanischer Bogenschütze
- William Clark (Boxer) (1899–1988), US-amerikanischer Boxer
- William Clark, Baron Clark of Kempston (1917–2004), britischer Politiker
- William Clark junior (1930–2008), US-amerikanischer Diplomat
- William A. Clark (1839–1925), US-amerikanischer Politiker und Unternehmer
- William A. V. Clark (* 1938), neuseeländisch-US-amerikanischer Geograph
- William Bullock Clark (1860–1917), US-amerikanischer Geologe und Paläontologe
- William C. Clark (* 1948), US-amerikanischer Umweltwissenschaftler
- William Eden Clark, siehe William Eden Clarke (1863–1940), jamaikanischer Kolonialpolizist
- William George Clark (1821–1878), englischer Altphilologe und Shakespeare-Forscher
- William M. Clark (1884–1964), US-amerikanischer Biochemiker
- William Mortimer Clark (1836–1915), kanadischer Rechtsanwalt
- William P. Clark (1931–2013), US-amerikanischer Jurist und Politiker
- William Roberts Clark (* 1962), US-amerikanischer Politikwissenschaftler
- William S. Clark junior (1798–1871), US-amerikanischer Farmer, Händler, Siedler, Soldat und Politiker
- William Smith Clark (1826–1886), US-amerikanischer Botaniker und Hochschullehrer
- William Thomas Clark (1831–1905), US-amerikanischer Offizier und Politiker
- William Tierney Clark (1783–1852), englischer Brückenbau-Ingenieur
- William White Clark (1819–1883), US-amerikanischer Jurist und konföderierter Politiker
- Wyndham Clark (* 1993), US-amerikanischer Golfsportler

### Y
- Yvonne Clark (1929–2019), US-amerikanische Ingenieurin und Hochschullehrerin

### Z
- Zander Clark (* 1992), schottischer Fußballtorhüter
- Zoey Clark (* 1994), schottische Leichtathletin